# Маріо Андретті
Маріо Габріель Андретті (англ. Mario Gabriele Andretti; нар. 28 лютого 1940, Мотовун, Королівство Італія, нині Хорватія) — американський автогонщик італійського походження, чемпіон світу з автоперегонів у класі Формула-1 (1978), чемпіон американських серій USAC (1965—1966) та PPG CART IndyCar World Series (1984), трикратний переможець 12 годин Себрінґа (1967, 1970, 1972), переможець 500 миль Дайтони (1967), 500 миль Індіанаполісу (1969), 6 годин Дайтони (1972), 1000 км Брендс-Хетч (1974), 1000 км Монци (1974), другий у загальному заліку та переможець у класі WSC 24 годин Ле-Мана (1995).
У Сполучених Штатах ім'я Маріо Андретті сприймається як синонім швидкості, так само, як Стірлінг Мосс — у Великій Британії. До сьогоднішнього дня єдиний пілот, який отримав перемогу в чемпіонаті світу «Формули-1» (1978), «Індіанаполіс-500» (1969) і «Дайтоні-500». Занесений до Міжнародного залу Слави автоспорту (2000). Кавалер Ордену «За заслуги перед Італійською республікою» (2 червня 2006). Батько Майкла та Джеффа Андретті, дід Марко Андретті.

## Біографія

### Ранні роки
Маріо Андретті народився в місті Монтон італійської провінції Істрія (італ. Montona d'Istria) разом з братом-близнюком Альдо. Сім'я Маріо, Альдо і їх старшої сестри Анни-Марії не бідувала — у них була своя виноробня. Все змінилося з початком Другої світової війни — виноробня перестала приносити доходи, їсти часто було нічого. До кінця війни місто зайняли югославські партизани, його перейменували в Мотовун і після війни він разом з усією провінцією перейшов до складу Югославії. У 1948 році батько Маріо, Джіджі Андретти зміг разом з сім'єю повернутися на Батьківщину, де аж до 1955 року жив в таборі біженців. Нарешті, в червні 1955 року, не бачачи перспектив працевлаштування на Батьківщині, Джіджі перевіз всю сім'ю через Атлантику, в США, в місто Назарет, штат Пенсільванія.

### Початок кар'єри
Цікавитися автогонками Маріо почав, можна сказати, навіть ще в очі не бачивши ніяких автомобілів. За спогадами Ріни Андретти — матері Маріо і Альдо — близнюки вже з дворічного віку носилися будинком з кришками від каструль в руках, тримаючи їх на манер керма і кричачи «вррруммм-вррруммм!». Тому як тільки їм виповнилося по п'ять років, брат мами зробив їм дерев'яний автомобільчик — на щось більше просто не було грошей. Близнюки «ганялися» на ньому, спускаючи з гірки. Після повернення на Батьківщину в Італію вони остаточно захворіли гонками, побачивши перемогу Альберто Аскарі в 1952 в Монці. Уже через рік вони брали участь у Формулі-Юніор за кермом автомобілів, позичених друзями. Після переїзду в США спочатку Маріо і Альдо вирішили, що з гонками покінчено — оскільки вважали, що в Америці ганяються тільки в Індіанаполісі.
На щастя, в Назареті виявився ґрунтовий овал, і брати знову взялися за старе. Зібравши по п'ять баксів зі шкільних друзів, вони купили за безцінь старий Hudson Hornet 1948 року випуску і стали доводити його до розуму. Перший старт припав на рік десятилітнього ювілею машини, в 1958 році. Стартуючи по черзі, вони майже кожен уїк-енд вигравали гонки. Альдо був популярнішим у глядачів — вважалося, що Маріо занадто багато ризикує. Однак незабаром аварія трапилася саме з більш розсудливим Альдо. На гонці в Хетфілді в фіналі сезону-59 він розбився і кілька тижнів провів у комі. Для усунення наслідків аварії довелося вдатися до пластичної хірургії, з тих пір Альдо не надто схожий на Маріо. Згодом Альдо ще брав участь в гонках, але потім став розсудливим і припинив виступи, зайнявшись бізнесом.

### USAC і перші успіхи
Маріо продовжив кар'єру. Взявши участь в молодших серіях, в 1964 році він нарешті добрався до головного чемпіонату країни — USAC. У першій своїй гонці в Трентоні він фінішував 11-м, а в останній гонці мало не виграв. Наступного року, виступаючи в легендарній гонці «500 миль Індіанаполіса», він заробив третє місце і титул «Новачок року», потім вперше переміг, а в кінці року завоював чемпіонський титул. У 1966 він повторює успіх в чемпіонаті, заробивши вісім перемог, ще через рік до другого місця в чемпіонаті Маріо додає перемогу в знаменитій гонці «Дайтона-500». За результатами сезону йому присвоюють звання «Гонщик року».

### Проба сил у Формулі-1
Домігшись успіху в США, Маріо вирішує спробувати свої сили в Формулі-1. Домовившись з Коліном Чапменом, він запланував взяти участь в Гран-прі Італії 1968 року. Дебют зірвався — показавши десятий час на кваліфікації, Маріо разом з другом і суперником в американських гонках Боббі Анзером планував полетіти в США, взяти там участь в гонці Hoosier 100, а потім повернутися до початку Гран-прі. Однак за діючими тоді правилами гонщик не мав права брати участі в гонці, якщо до цього протягом 24 годин він брав участь в будь-якому іншому змаганні, і американцеві довелося вибирати — або Європа, або Америка. Маріо обрав Америку, і дебют в Гран-прі перемістився з його старої Батьківщини Італії на нову — США.

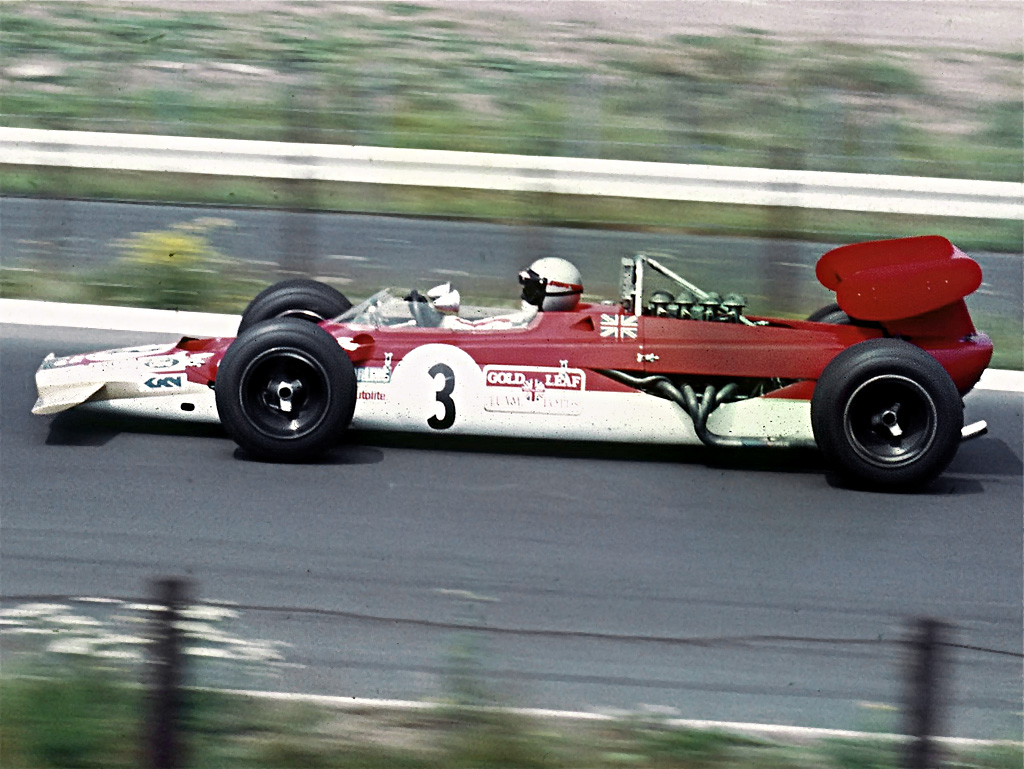
Андретти за кермом боліда Лотус на Гран-прі Німеччини 1969 року.

Дебют виявився приголомшливим — практично без підготовки Маріо завоював поул. Щоправда, в гонці довго протриматися не вдалося — після третини дистанції відмовило зчеплення. У наступному році в USAC він завоював третій титул, виграв — єдиний раз у кар'єрі — «Індіанаполіс-500», але в Європі за кілька рідкісних виступів до фінішу добратися ні разу не вдалося. У 1970 перемоги в США припиняються, зате вдається нарешті фінішувати в Формулі-1, цього разу за кермом March — і відразу на подіумі, на третьому місці. У 1971 він займає місце-мрію всіх італійських гонщиків — в «Феррарі», і відразу перемагає, на першому ж етапі чемпіонату. За океаном вдача зовсім відвертається від працюючого на два фронти гонщика — у сімдесяті він перемагає лише тричі. У 1973 він вирішує зосередитися на USAC, але займає в чемпіонаті лише п'яте місце, перемігши всього раз.

### Парнеллі (1974-75)
Останні кілька років в USAC Маріо виступав в команді Парнеллі Джонса, але без особливого успіху. Коли Парнеллі вирішив перейти в Формулу-1, Маріо пішов за ним — тим більше, що команда була посилена автором автомобіля-клина Lotus 72 Морісом Філіпом. Почавши виступи з двох останніх етапів 74 року, Андретті продовжував виступи протягом всього 1975-го. З цього мало що вийшло — основний спонсор Firestone припинив фінансову підтримку команди вже в кінці 1974 року, так що виступати доводилося в умовах обмеженого бюджету. Шляхом постійних поліпшень машини Маріо зміг тричі — в Швеції і Франції в 1975 і в ПАР в 1976 — набрати бали, але знайти нового спонсора на заміну не вдалося, і після Західного Гран-прі США в Лонг-Біч Парнеллі закрив команду. Маріо дізнався про це не від боса, а від журналістів. Після сходу з дистанції ті запитали в Андретті — як вам таке закінчення Формульної кар'єри. Маріо відповів, що кар'єра в Формулі може і закінчилася у Парнеллі, але точно не в нього — і того ж вечора зустрівся з Коліном Чапменом, за команду якого він вже провів першу гонку сезону, пропущену Джонсом. Незабаром був підписаний контракт, який приніс Маріо більшу частину досягнень, завойованих у Формулі-1.

### Лотус
Перше знайомство з новою машиною, Lotus 77, залишило не найкраще враження, Маріо навіть якось назвав машину «мотлохом». Однак конструктор Лен Террі спроектував нову підвіску на рокерних важелях, яку можна було налаштовувати індивідуально під кожну трасу. Укупі з умінням Маріо відчувати межі можливостей машини це незабаром почало давати результати. В Андерсторпі Андретті комфортно лідирував, поки не підвів мотор, у Франції вперше завоював бали, а в Нідерландах і Канаді фінішував на подіумі. Напарник італійця, швед Гуннар Нільссон, з яким відразу склалися дружні стосунки, домігся подіуму ще на четвертому етапі, в Іспанії. Нарешті, на останньому ж етапі в Японії на залитій дощем трасі Маріо тактично повністю переграв усіх суперників і фінішував першим з відривом у коло.
Наступний же сезон виявився ще кращим. Спроектований ще в минулому році «Lotus 78» було виготовлено з використанням чергової геніальної ідеї Чепмена — ґраунд-ефекту, і був готовий вже до Гран-прі Нідерландів. Чепмен не став виставляти його на гонки одразу, побоюючись що суперники запозичать ідею, а вважав за краще довести конструкцію до пуття. Значна частина зусиль по доведенню машини була прикладена саме американцем — на тестовому треку команди він проїхав буквально тисячі кілометрів. Результати не змусили себе чекати — вже на четвертому і п'ятому етапах Маріо виборов перемоги, згодом переміг ще двічі, сім разів був на поулі і часто лідирував у гонці. Правда, поборотися за титул не вдалося — завадили всілякі «дитячі хвороби» машини.
У новому, 1978 сезоні у перших чотирьох гонках Андреті за кермом «Lotus 78» ще раз переміг і ще раз вибув з перегонів через проблеми у механіці боліда. Починаючи з Гран-прі Бельгії, з'явився «Lotus 79», позбавлений принципових недоліків попередника і, який перетворив перевагу американця на трасах у повне домінування. Виборовши п'ять перемог, сім поулів і тричі встановивши рекорд найшвидшого кола, він виграв титул за явною перевагою.
Після 1978 кар'єра Маріо у Формулі-1 пішла донизу. До нового 1979 сезону усі команди представили автомобілі з граунд-ефектом, і на їх фоні новий «Lotus 80» був непомітний. Зайва жорсткість підвіски зводила нанівець усю притискну силу, і новинку довелося вилучити уже після трьох Гран-прі. Старий же «Lotus 79» не дозволяв боротися за перемоги — і якщо напарник (Карлос Ройтеман), зміг чотири рази дістатися до подіуму, то Маріо домігся лише одного третього місця. Про перемоги ніхто вже й не думав. У 1980 році результати і зовсім скотилися до непристойних — лише раз за сезон, на останній гонці Андретті зміг записати на свій рахунок єдине очко. До того ж у головного спонсора, компанії «Essex», почалися проблеми із законом. Розчарований як результатами, так і відсутністю перспектив, Маріо розірвав відносини з командою і перейшов до заводської команди Формули-1 компанії «Alfa Romeo».

### Після Лотуса
Як незабаром з'ясувалося, краще було б не йти. Якщо команда «Лотус» регулярно набирала очки, то «Альфа-Ромео» страждала через ненадійність двигунів. Коли ж машина не ламалася, з'ясовувалося, що швидкості вона теж не має. Лише на стартовому етапі у США Маріо зміг заробити очки, фінішувавши четвертим. На наступний, 1982 сезон гонщик не став шукати контракт постійного пілота, багато в чому тому що вважав формульні машини з граунд-ефектом абсурдними — їм не потрібно зовсім ніякої майстерності, потрібно було просто тиснути на газ і повертати кермо, а вміння відходило на другий план. Маріо все ж взяв участь в трьох окремих Гран-прі сезону, причому цікаво, що два з них були проведені у США, а ще один — в Італії. Спочатку він замінив у команді «Вільямс» Карлоса Ройтемана, який несподівано для команди розірвав контракт (аргентинець посварився з Френком Вільямсом з приводу конфлікту навколо Фолклендських островів), а на останніх двох гонках сезону замінив у команді «Феррарі» Дідьє Піроні, який отримав важкі травми. На цих перегонах Маріо зробив свої останні досягнення у Формулі-1 — поул-позицію і фініш на подіумі (третє місце). Пізніше, у 1984 році Маріо мало не повернувся до Формули-1 — штатний гонщик команди «Рено» Патрік Тамбе зламав на етапі в Канаді ногу, було неясно, чи зможе він відновитися до наступної гонки в Детройті, і про всяк випадок покликали Андретті. Француз зміг відновитися й узяв участь у гонці, що не дуже засмутило Маріо — він спостерігав за гонкою у ролі глядача, тим паче, що обидва його сини брали участь в гонках підтримки цього Гран-прі.

### Повернення до США
Всі роки виступів у Формулі-1 Андретті не переривав зв'язку з гоночним світом Америки, щороку беручи участь в декількох гонках чемпіонату USAC, а потім CART. У 1978 і 1980 він навіть виграв по одній гонці. Закінчивши формульну кар'єру, Маріо перейшов на повний графік — і в першому ж повному сезоні, у 1982 став бронзовим призером чемпіонату. Наступного року він повторив це досягнення, двічі перемігши, а у 1984 додав до наявних трьох четвертий титул чемпіона вищої американської серії для автомобілів з відкритими колесами.
У 1989 до серії приєднався його старший син Майкл, і у 1990—1994 роках вони виступали в одній команді. Крім «IndyCar», батько з сином також виступали в одній компанії у чемпіонаті IMSA GT. Поступово результати стали погіршуватися, після 1988 перемагати вже не вдавалося, але місця на подіумі Маріо займав регулярно. Нарешті, у 1993 році у Фініксі він здобув свою останню перемогу в гонці, а наступного року завершив кар'єру.

### «Індіанаполіс 500»
Історія виступів Маріо Андретті в «Індіанаполіс 500» налічує декілька десятиліть. Вперше він вийшов на старт знаменитих перегонів у 1965 року, а в останнє — у 1994-му, усього 29 разів. Незважаючи на вражальну кількість спроб, перемогти він зміг лише одного разу — на початку кар'єри, у 1969. Безліч разів він сходив з дистанції, будучи лідером. Навіть фінішувати йому вдалося лише п'ять разів, з врахуванням перемоги у 1969. Невдачливість Маріо навіть отримала власну назву — «Прокляття Андретті». У 1981 його вже оголосили переможцем після того як Боббі Анзера, слідом за яким він фінішував, дискваліфікували — але потім була подана апеляція і дискваліфікацію замінили на грошовий штраф. У 1985 незадовго до закінчення гонки його обігнав Денні Салліван, після чого того розвернуло. Здавалося б, перемога в руках — але після піт-стопу Салліван знову обігнав Маріо і переміг. У 1987 році Андретті домінував як у тренуваннях, так і у перегонах, лідирував 170 кіл з перших 177 — але потім зійшов через неполадки. Нарешті, у 1992 році під час гонки він потрапив у важку аварію і зламав обидві щиколотки. Найцікавіше, що «прокляття Андретті» поширилось також і на інших представників цього сімейства. Ні Майкл, ні інші родичі Маріо так і не змогли здобути перемоги у цих перегонах.

### «24 години Ле-Мана»
Крім перегонів на автомобілях з відкритими колесами, Маріо також брав участь у перегонах «24 години Ле-Мана» протягом чотирьох десятиліть. У 1966 він виступав у парі з Люсьєном Б'янкі, але зійшов. В 1967 на піт-стопі механік встановив гальмівну колодку задом наперед, через що у першому ж повороті Андретті потрапив у важку аварію, автомобіль викинуло на середину траси, майже повністю її заблокувавши. Його напарники по команді Жо Шлессер і Роджер Мак-Класкі у свою чергу також потрапили в аварію, намагаючись уникнути зіткнення з автомобілем Маріо. Постраждалого гонщика з авто витяг Мак-Класкі.
Аж до закінчення участі у Формулі-1 Маріо не приділяв уваги «Ле-Ману». У 1982 році в парі з сином Майклом вони кваліфікували свій «Mirage M12» на дев'ятому місці, але були зняті з перегонів за півтори години до старту нібито через технічні порушення — при тому що попередню перевірку машина пройшла чотирма днями раніше. Всі протести та апеляції результату не дали. Знову Маріо і Майкл заявилися на гонку у 1988, взявши до екіпажу ще й Джона, племінника Маріо. За кермом заводського автомобіля компанія з трьох Андретті фінішувала шостою.
Після закінчення активної кар'єри Маріо вирішив повернутися до «Ле-Мана», щоб додати перемогу у цих перегонах до списку своїх досягнень, але у 1995 зміг домогтися лише другого місця на фініші. Згодом, у 2006 році в інтерв'ю він розповів, що на його думку, перемогу того року він упустив виключно через погану організацію роботи команди. Надалі він ще декілька разів намагався виходити на старт, але результати ставали дедалі гіршими — 13-е місце у 1996, сходження з дистанції у 1997, нарешті, у 2000 у 60-річному віці він фінішував 16-м.

### Інші кузовні перегони
У перегонах спорткарів Маріо також досягав успіху. Він тричі вигравав «12 годин Себрінґа (e 1967, 1970, 1972), додавши до останньої з перемог виграні перегони «24 години Дайтони» того ж року. 1972-й став для Андретті найуспішнішим в спорткарах — в екіпажі з Жакі Іксом за кермом «Феррарі» він чотири рази перемагав на етапах чемпіонату світу спорткарів, значною мірою забезпечивши італійському автовиробнику перемогу у чемпіонаті. Крім того, він виступав у серії «Can-Am» у кінці 1960-х — початку 1970-х.
В NASCAR він брав участь у 14 гонках, найзначущішим досягненням тут стала перемога у «Дайтоні-500» 1967 року.

## Сімейні традиції
Маріо Андретті став засновником цілої династії гонщиків. Його сини, Майкл і Джефф, виступали в серії «Champ Car», причому Майкл у 1991 став чемпіоном серії. Альдо, рідний брат Маріо, у молодості також брав участь у перегонах, але припинив кар'єру через травми, отримані в аварії. Племінник Маріо і син Альдо Джон Андретті брав участь спочатку в «Indycar Series», згодом перейшов у NASCAR, а в 2007—2011 роках брав участь в «Інді-500». Ще один син Альдо, Адам Андретті, також гонщик, а в 2005 гоночну кар'єру в «Indycar Series» розпочав і внук Маріо, син Майкла — Марко. Сімейство Андретті — перше в історії автоспорту, в якому в одному чемпіонаті (CART / Champ Car / Indycar) у різні моменти часу виступали п'ять родичів — відповідно Маріо, Майкл, Джефф, Джон і Марко, причому четверо (не рахуючи Марко) у 1990 1992 і 1994 роках змагалися одночасно.